# Мартін Вандель
Мартін Вандель (нім. Martin Wandel; 15 квітня 1892 — 14 січня 1943) — німецький воєначальник, генерал артилерії вермахту (1943, помертно). Кавалер Лицарського хреста Залізного хреста.

## Біографія
Учасник Першої світової війни. Після демобілізації армії залишений в рейхсвері. З 1 вересня 1940 року — начальник 105-го артилерійського командування. З 8 липня 1941 року — командир 121-ї піхотної дивізії; брав участь в бойових діях на північному фланзі радянсько-німецького фронту. З 30 листопада 1942 року — командир 24-го танкового корпусу; воював на південному фланзі радянсько-німецького фронту. Загинув у бою.

## Нагороди
- Залізний хрест 2-го і 1-го класу
- Ганзейський Хрест (Гамбург)
- Хрест «За заслуги у війні» (Саксен-Мейнінген)
- Хрест «За військові заслуги» (Австро-Угорщина) 3-го класу з військовою відзнакою
- Почесний хрест ветерана війни з мечами
- Медаль «За вислугу років у Вермахті» 4-го, 3-го, 2-го і 1-го класу (25 років)
- Застібка до Залізного хреста 2-го і 1-го класу
- Лицарський хрест Залізного хреста (23 листопада 1941)
- Медаль «За зимову кампанію на Сході 1941/42»
- Орден Хреста Свободи 1-го класу з мечами (Фінляндія; 29 березня 1943, посмертно)